# Rhizomucor pakistanicus
Rhizomucor pakistanicus är en svampart som beskrevs av M. Qureshi & J.H. Mirza 1979. Rhizomucor pakistanicus ingår i släktet Rhizomucor och familjen Mucoraceae.   Inga underarter finns listade i Catalogue of Life.